# دلپورت (دهانه)
دلپورت یک دهانه برخوردی در ماه‌ است.